# Anna Munthe-Norstedt
Anna Katarina Fredrika Munthe-Norstedt, född 28 juli 1854 i Döderhult, död 17 april 1936 i Helsingborg, var en svensk målare, känd för sina blomsterstilleben, heminteriörer och porträtt. Hon var gift med landskapsmålaren Reinhold Norstedt och syster till läkaren Axel Munthe.

## Biografi
| Konstnärsparet Anna Munthe-Norstedt och hennes make Reinhold Norstedt (fotografier). |  | Konstnärsparet Anna Munthe-Norstedt och hennes make Reinhold Norstedt (fotografier). |
| Konstnärsparet Anna Munthe-Norstedt och hennes make Reinhold Norstedt (fotografier). |  |                                                                                      |

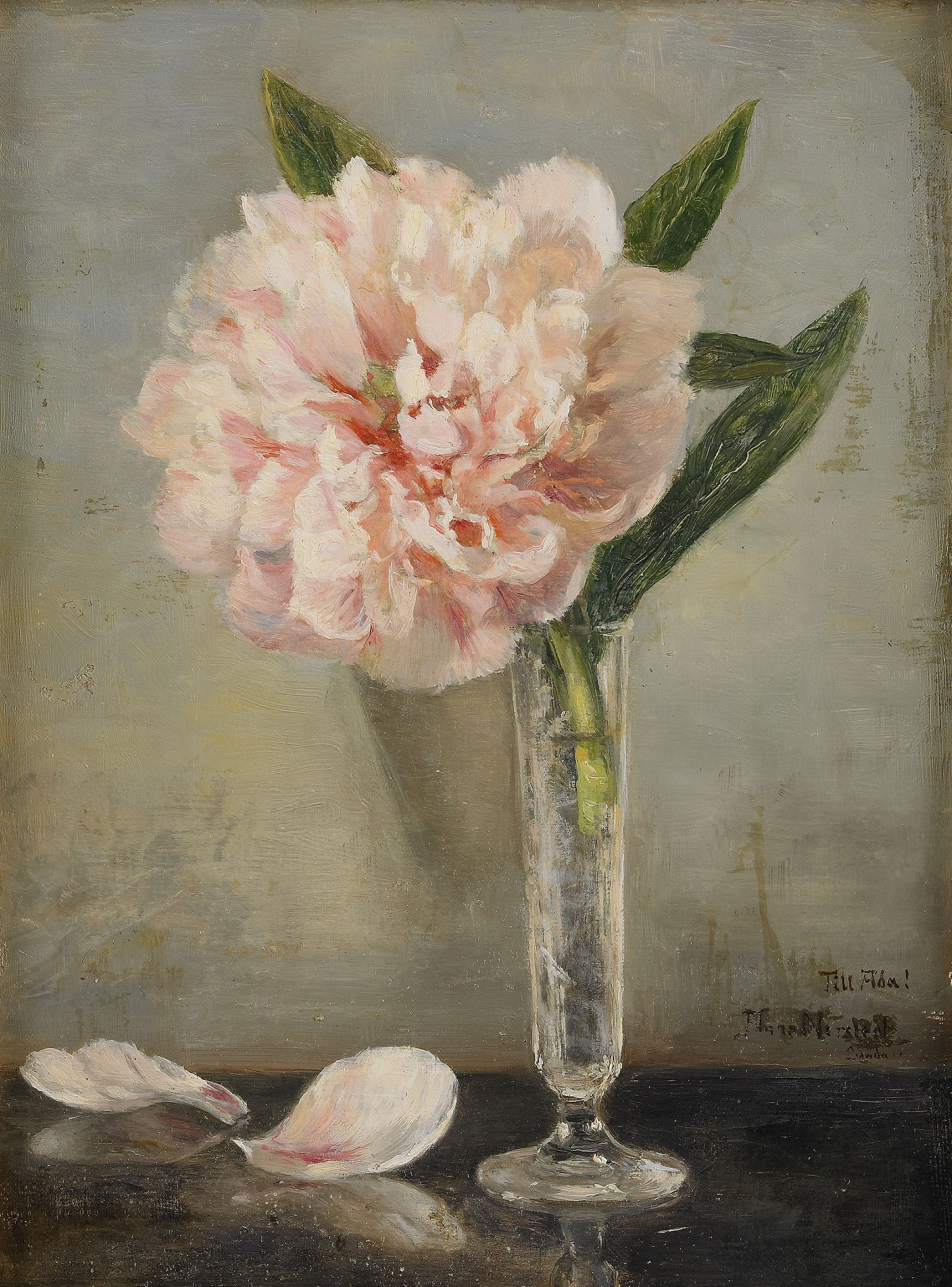
Stilleben med pion, av Anna Munthe–Norstedt

Anna Munthe var dotter till apotekaren Martin Arnold Fredrik Munthe och Lovisa Aurora Ugarph. Hon var syster till den berömde svenske läkaren och författaren Axel Munthe. Anna Munthe-Norstedt var en mångsidig begåvning. I ungdomen fanns ambitionen om att bli skådespelare, vilket mötte motstånd. Hon var musikalisk och en god sångare. Men hon ville bli målare.
Stöttad av fadern fick Anna Munthe söka sig till Slöjdskolan i Stockholm där var hon var elev 1869–1871. Hon fick också studera för konstnären och professorn Mårten Eskil Winge vid Konstakademien i Stockholm åren 1871–1875. Anna Munthe tog även lektioner för litografen Carl Oskar Cardon, som var teckningslärare vid Konstakademien.
Tjuguett år gammal gifte hon sig den 20 juni 1875 i Hedvig Eleonora församling i Stockholm med den nio år äldre landskapsmålaren Reinhold Norstedt (1843–1911). Paret fick en dotter som dog som mycket liten. För att motverka sorgen efter barnet fick hon rådet att ta upp måleriet på allvar.

### Parisåren
| Mårten Eskil Winge (t.v) som var Anna Munthe-Norstedts lärare på Konstakademin och Hugo Salmson (t.h.) som var Anna Munthes lärare i Paris. |  | Mårten Eskil Winge (t.v) som var Anna Munthe-Norstedts lärare på Konstakademin och Hugo Salmson (t.h.) som var Anna Munthes lärare i Paris. |
| Mårten Eskil Winge (t.v) som var Anna Munthe-Norstedts lärare på Konstakademin och Hugo Salmson (t.h.) som var Anna Munthes lärare i Paris. |  | |

1878 for Anna Munthe-Norstedt och hennes man till Paris där de bodde i tre år. I början tog Anna Munthe-Norstedt lektioner och hon var åren 1878–1881 elev hos den svenske konstnären Hugo Salmson. Efter en tid flyttade hon över till den belgiske målaren och författaren Alfred Stevens som gjort succé på Parissalongen med eleganta genrebilder. Redan under sista tiden i Paris koncentrerade sig Munthe-Norstedt på några få motivkretsar, som hon skulle vara trogen resten av livet. Det var interiörer med och utan människor och porträtt av människor och djur samt framför allt blommor. Hon var en flitig museibesökare liksom sin man. De verk som hon helst uppsökte i Musée du Louvré var de holländska 1600-talskonstnärernas, framför allt interiörmålarnas och blomstermålarnas, inte minst Jan Davidszoon de Heem utgjorde en stor inspiration.

### Tillbaka i Stockholm
1881 återvände paret till Stockholm. De bosatte sig i en ateljévåning vid Tunnelgatan på Norrmalm. Deras hem blev under nästan 30 år en mötesplats för konstnärer och intellektuella. Författaren Viktor Rydberg hörde till den närmaste vänkretsen.
Anna Munthe-Norstedt uppmärksammades snart för sin skicklighet och hon hörde till dem som bjöds in att delta i den stora nordiska konstutställningen i Köpenhamn 1883.

### Svenska konstnärernas förening
Efter missnöje vid Konstakademien vid 1880-talets mitt uppstod Konstnärsförbundet ur oppositionen mot Konstakademiens organisation. Munthe-Norstedt och hennes man var visserligen inte nöjda med akademins konstpolitik men de reagerade mot vad de betraktade som brutalitet i opponenternas uppror och ställde sig därför, om än motvilligt, på den akademiska sidan och deltog i den av opponenterna bojkottade jubileumsutställning som öppnade 1 augusti 1885 till 150-årsminnet av akademiens tillblivelse. Då Svenska konstnärernas förening grundades 1891 av konstnärer ur båda lägren, som var trötta på de hätska stämningarna i det polariserade svenska konstlivet, hörde Anna Munthe-Norstedt och hennes man till dem som tidigt anmälde sig som medlemmar. Då det visade sig att den nya föreningen aldrig fick det inflytande som dess medlemmar hoppats på, närmade sig Anna Munthe-Norstedt Konstakademien på nytt. Åren 1897–1904 lyfte hon konstnärsarvode i blomstermålning från akademin.

### Senare delen av hennes liv
1911 avled maken Reinhold Norstedt och hon flyttade till Helsingborg, där hon i Maria församling i Helsingborg, den 22 januari 1913, gifte om sig med veterinären Frans Siberg (1861–1924), som var son till lantbrukaren Anders Bengtsson Siberg och Maria Christina Andersdotter. Anna Munthe en stor djurvän och med sin nye man delade hon sin kärlek till djuren.

## Motiv och omdöme

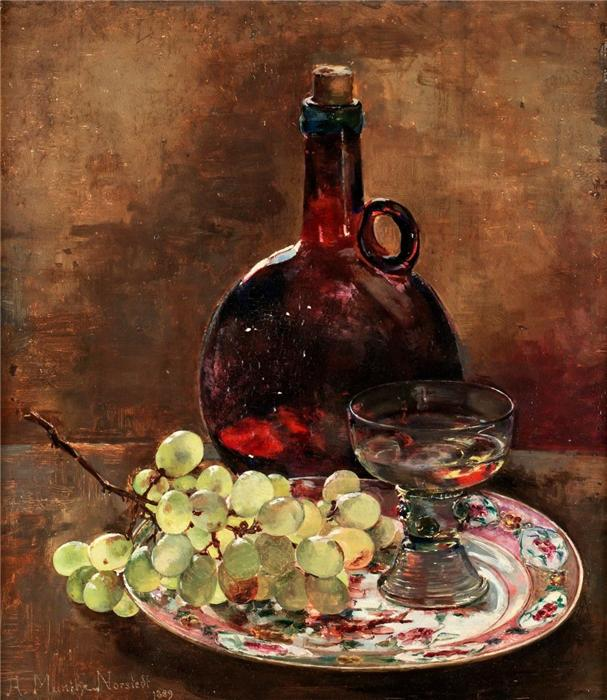
Stilleben med vindruvor på fat och glasflaska, 1889.

Anna Munthe-Norstedt betraktades länge endast som en talangfull dilettant. Hon målade figurkompositioner och djurtavlor, särskilt stilleben med blommor och frukter i det lilla formatet. Hon arbetade även med genremåleri och porträtt och målade ett antal hundporträtt av sina många hundar. Munthe-Norstedt uppmärksammades snart för sin skicklighet, och i synnerhet blev hennes intima interiörbilder och daggfriska målningar med svenska ängsblommor mycket beundrade.
Munthe-Norberg försökte i sin konst att hålla sig oberoende av tidens riktningar och "ismer". Hon engagerade sig inte i modernismen och hade inte ambition att synas. Någon egentlig utveckling kan man knappt spåra i hennes måleri. Den höga konstnärliga kvaliteten bevarade hon in i ålderdomen. Möjligen kan en långsam förändring i färgskalan från 1880-talsmålningarnas djupa klanger med kontrasterande inslag av grått och brunt till den mera uppdrivna koloriten i hennes senare måleri urskiljas.

## Galleri

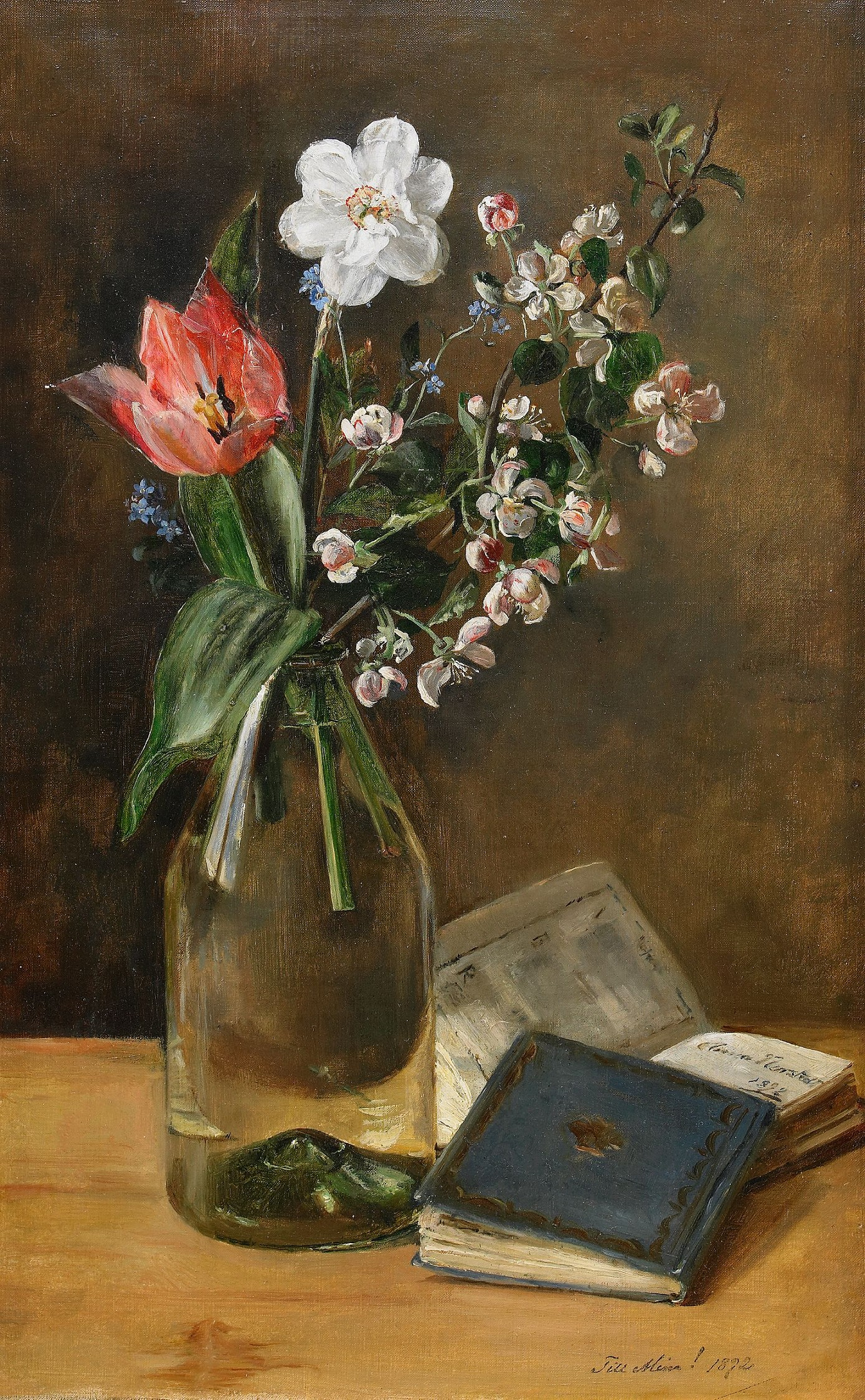
Stilleben med vårblomor, 1892.
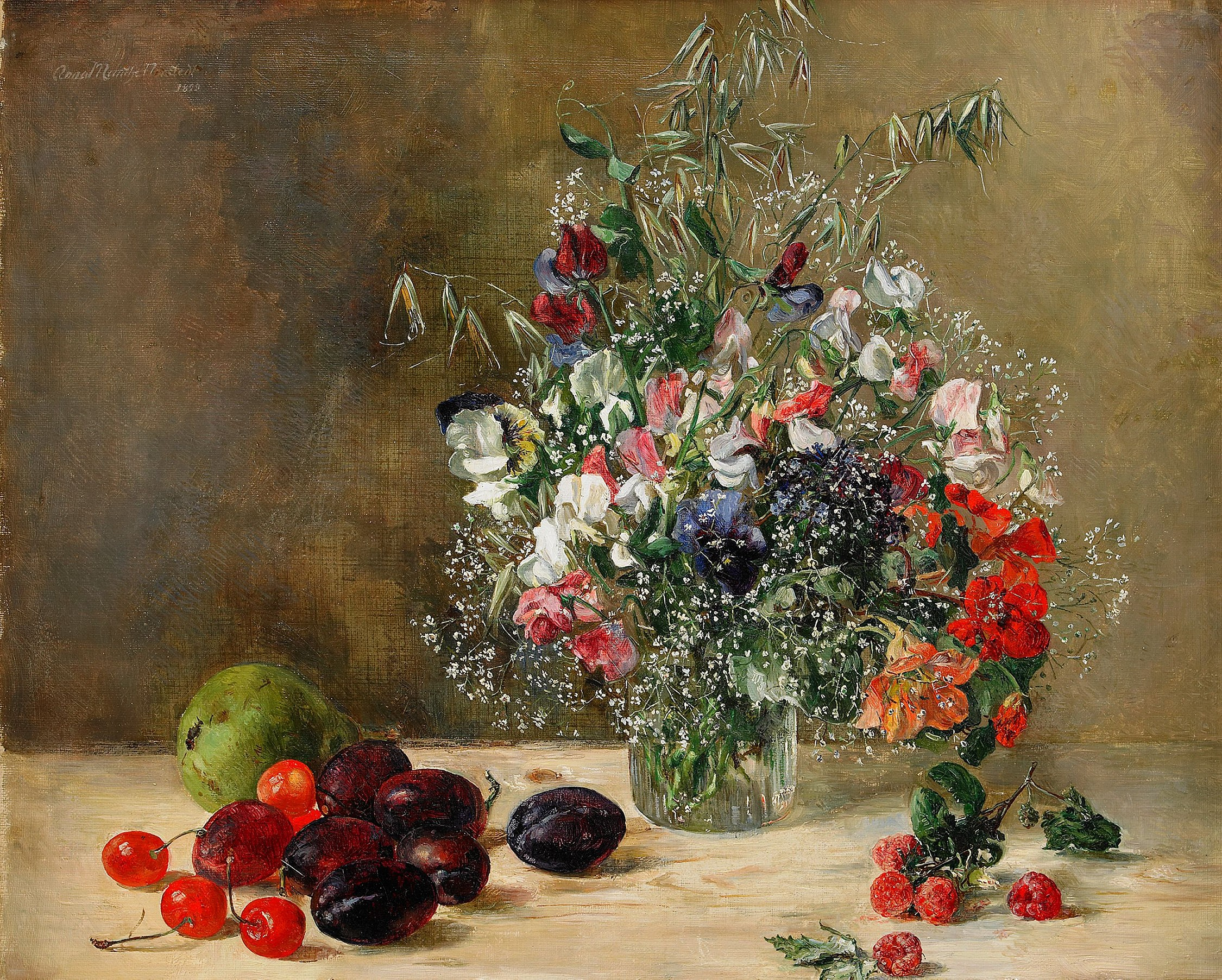
Stilleben med blommor och frukter, 1899.
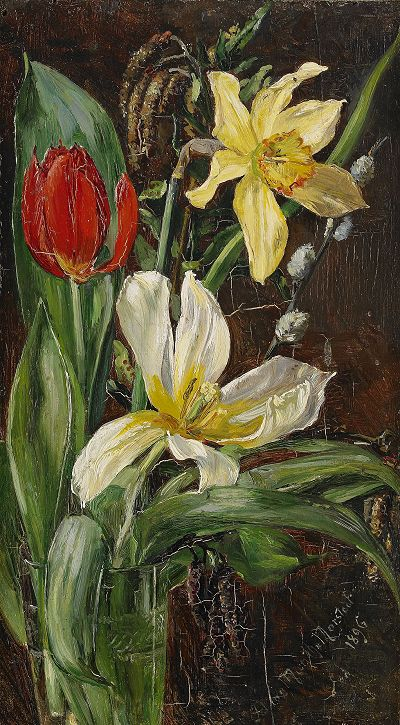
Blomsterstilleben, 1896.
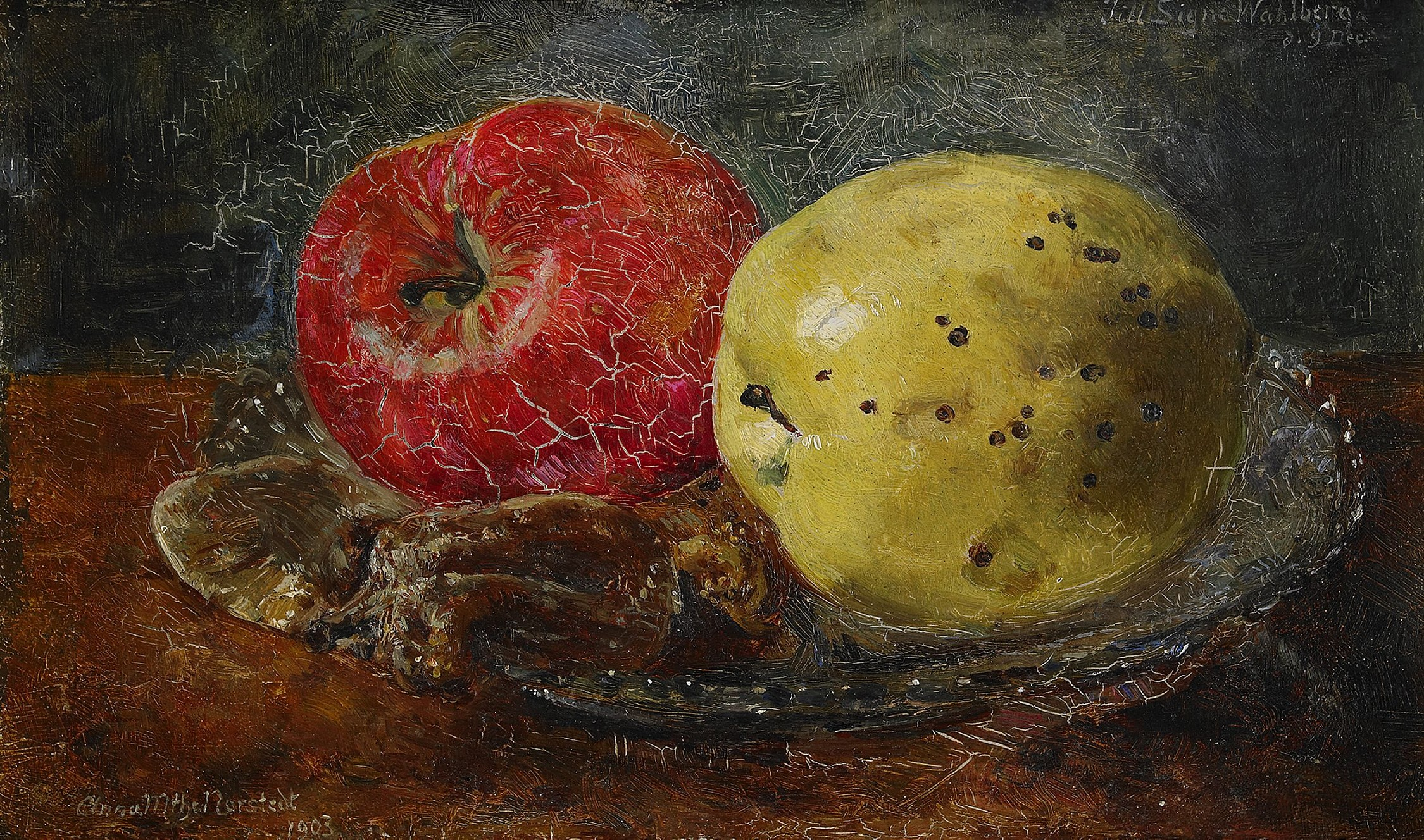
Stilleben med äpplen, 1903.
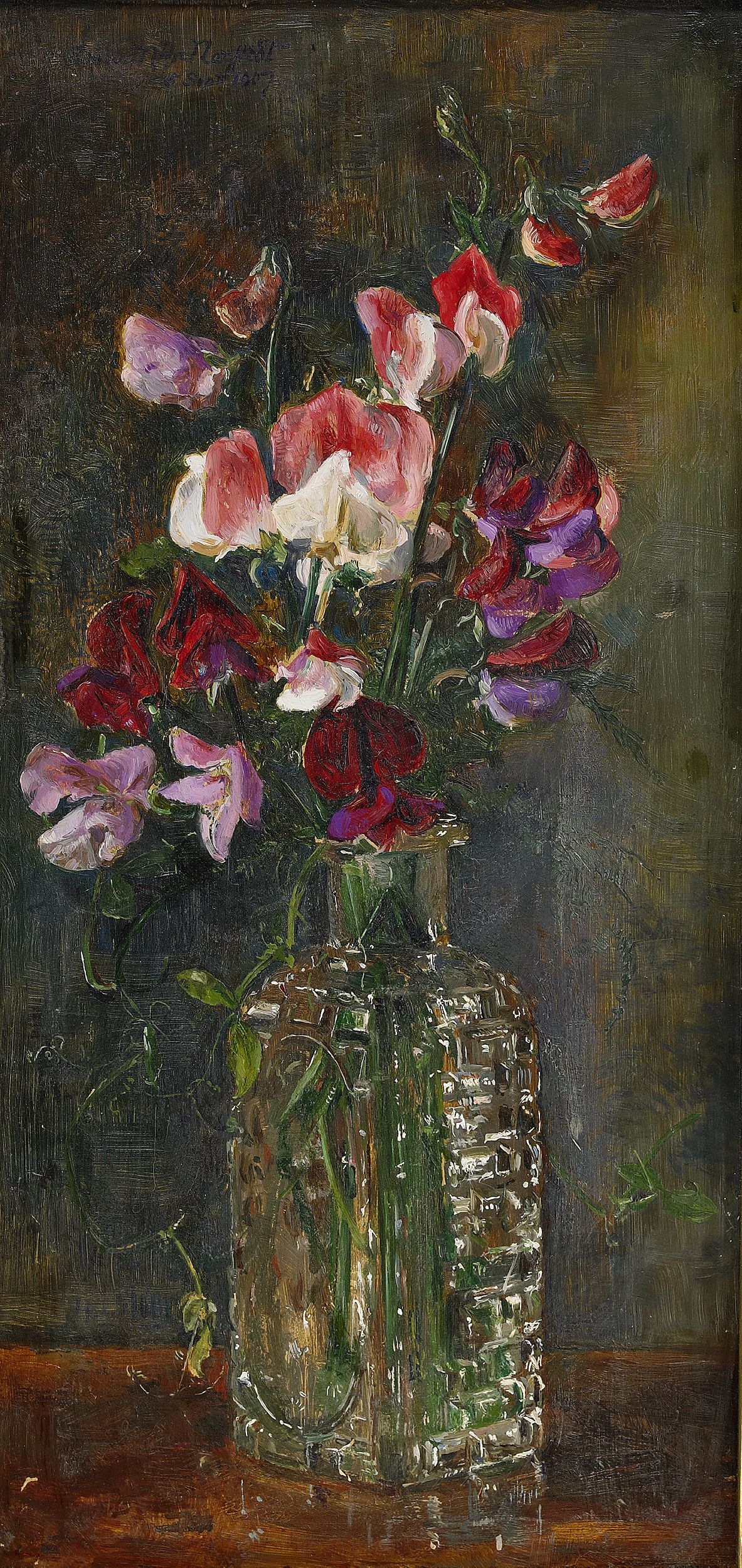
Stilleben med luktärtor, 1907.
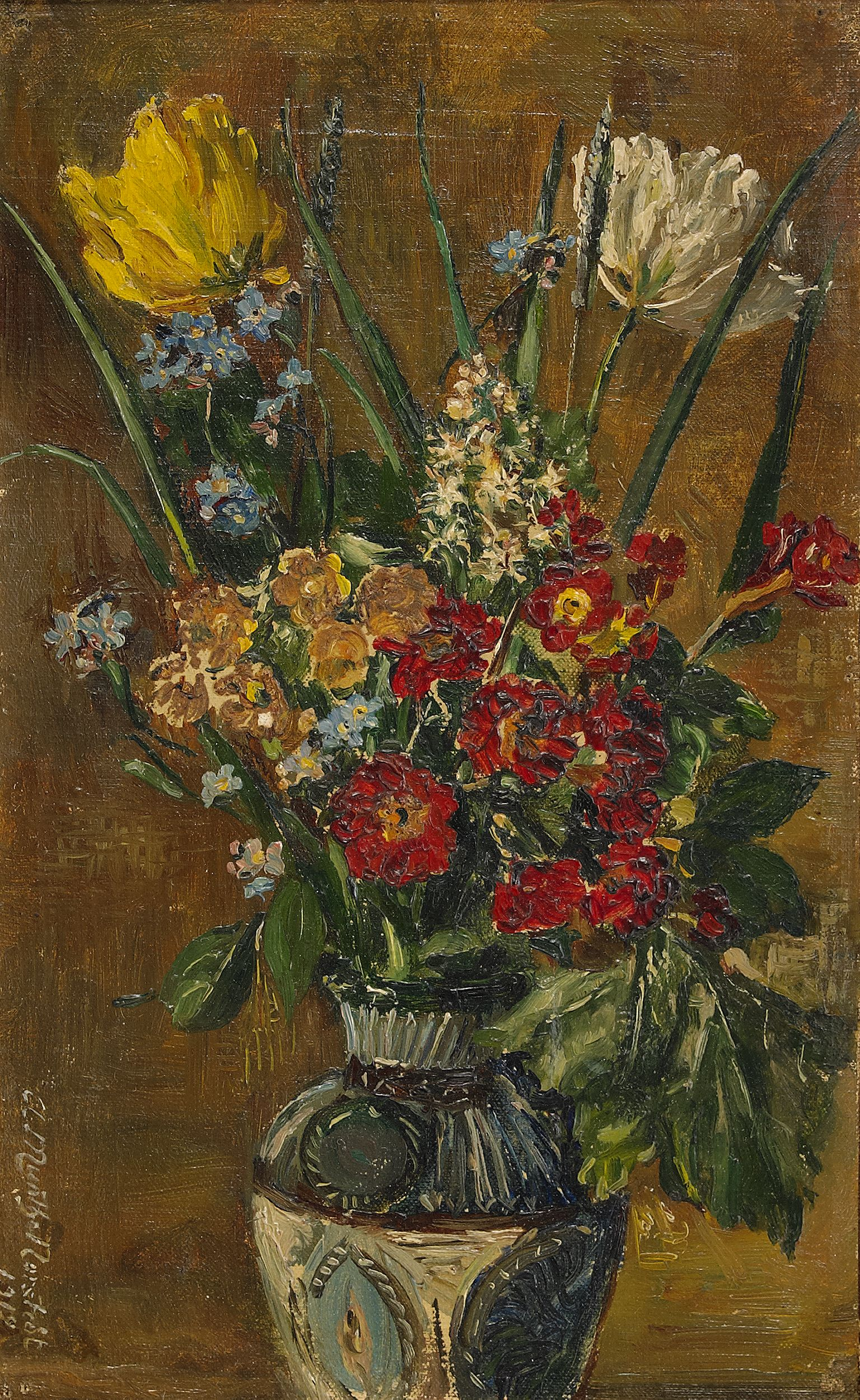
Stilleben med blommor i vas, 1912.

## Utställningar
- Nordiska konstutställningen i Köpenhamn 1883.
- Tidigare utställningar på Waldemarsudde. Utställning på Waldemarsudde, 24 oktober-1 december 1974, Anna Munthe-Norstedt, Reinhold Norstedt och Stellan Mörner (konstnär)[10].

## Representerad
- Nationalmuseum[11], Stockholm (tre blomsterstilleben och ett porträtt),
- Göteborgs konstmuseum[12], Göteborg (tre verk),
- Helsingborgs museer[13] (fyra blomsterstilleben och ett porträtt)
- Malmö museum, Malmö
- Värmlands museum, Karlstad
- Linköpings museum, Linköping[14]
- Kalmar konstmuseum[15]
- Norrköpings konstmuseum[16]